# 李友邦

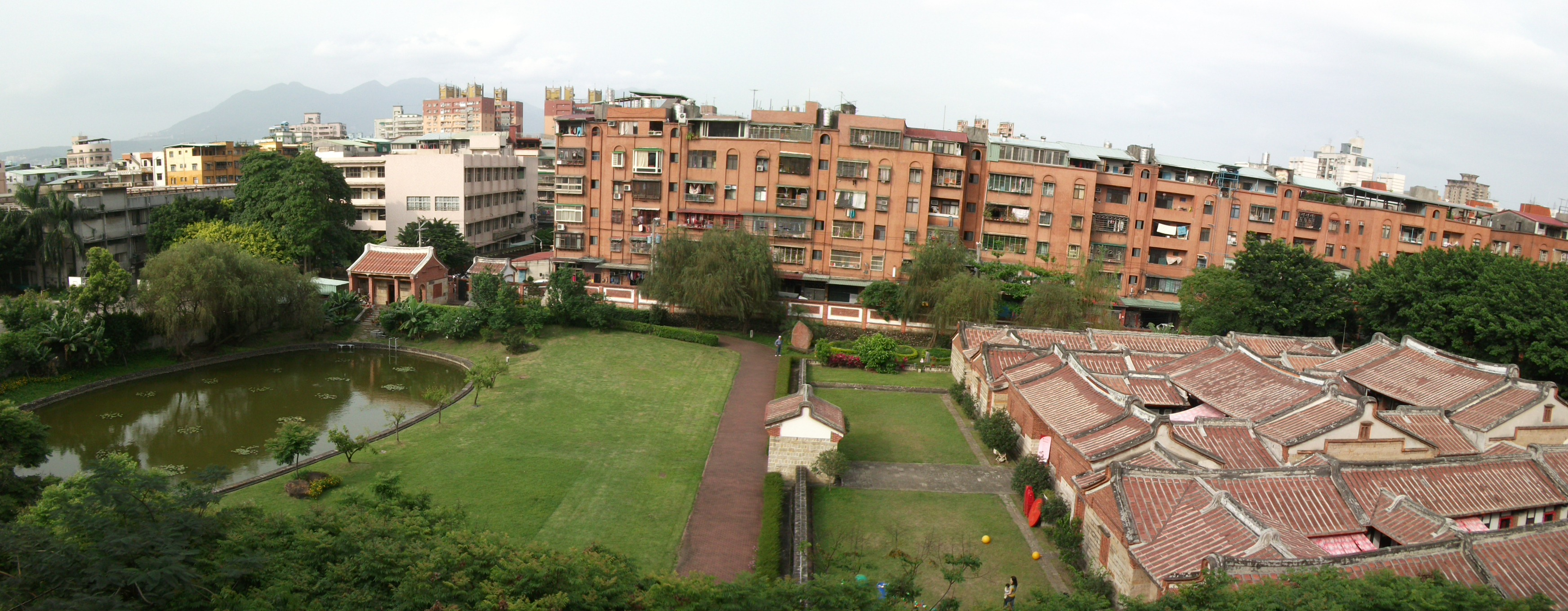
蘆洲李氏古宅（李友邦紀念館）

李友邦（1906年4月10日—1952年4月21日），字肇基，臺北廳芝蘭二堡和尚洲（今新北市蘆洲區）人，祖籍福建同安，日治時代抗日事發，到中國大陸，就讀於黃埔軍校，1945年日本投降二次大戰結束後，李友邦以台灣義勇軍中將司令頭銜率領隊員光榮回台。在1952年，被以涉及朱諶之匪諜案的罪名，遭中華民國政府處死。

## 生平

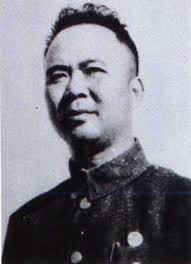
李友邦

李友邦為蘆洲李宅第五世子孫，於大正十二年（1922年）4月入學台北師範學校，與林木順、鄭泰聰同期。李肇基與林木順、鄭泰聰成為莫逆之交，結拜為兄弟。:501923年（大正十二年）參加台灣文化協會，大正十三年（1924年）在台北師範學校（現國立台北教育大學）就讀時曾組織夜襲新起街派出所，遭警察通緝，因此潛逃中國廣東省廣州市，進入黃埔軍校第二期，加入國民黨，並且受當時國民黨負責僑務的廖仲愷栽培，李氏從此左傾並與中共關係密切。在校期間（1924年，一說1926年）成立「台灣獨立革命黨」，後來又參加「廣東台灣學生聯合會」、廣東臺灣革命青年團等組織，並與中國共產黨有所往來。
民國十六年（1927年），因蔣介石進行清黨，李友邦潛赴杭州，祕密從事革命活動。因結交許多左翼人士，於民國二十一年（1932年）被國民黨逮捕入獄，至西安事變第二次國共合作後才正式被釋放。民國二十六年（1937年）中日戰爭爆發後，李友邦在金華縣著手恢復台灣獨立革命黨，黨綱宗旨為：「驅除日本帝國主義在台灣一切勢力；在國家關係上，脫離其統治，而返歸祖國，以共同建立三民主義之新國家。」，並前往福建崇安縣招募台灣同鄉組織抗日武裝力量，後經國民政府軍事委員會政治部批准，民國二十八年（1939年）2月「台灣義勇隊」在浙江省金華正式成立，6名兒童也組成「台灣義勇隊少年團」，李友邦為義勇隊隊長。
1938年9月李友邦對台灣獨立革命黨發表〈中國抗戰與台灣革命〉演說；
由上可知，對李友邦來說，中國是飽受帝國主義統治之被壓迫民族的革命柱石，尤其對台灣而言更是祖國。
李友邦利用機會宣傳；「台灣人要自由獨立，也正如中國爭取民族解放一樣。」又說：「只要是對中國抗戰、台灣獨立有利，我可以犧牲一切去苦幹到底。」1940年，李友邦復刊機關報《臺灣先鋒》，又出版《臺灣革命叢書》。後台灣獨立革命黨加入臺灣革命團體聯合會，後聯合會更名為臺灣革命同盟會。此時李友邦與嚴秀峰結爲夫婦。後李友邦授銜為少將隊長，戰後升至中將。李友邦長期在國民黨左派營壘中從事對台工作、從事抗日運動而奮鬥一生。
民國三十四年（1945年）12月8日，李友邦率台灣義勇隊回臺，兼任三民主義青年團中央直屬台灣區團部籌備處主任，受國民黨監視。民國三十五年（1946年），台灣義勇隊遭國民政府強制解散，李友邦擔任三民主義青年團臺灣分團主任。
民國三十六年（1947年）二二八事件爆發後，李友邦被臺灣省行政長官陳儀以通匪與幕後鼓動暴動罪名逮捕，並解送南京監禁3個月，經過其夫人嚴秀峰至南京向蔣經國說明原委，李友邦才被釋放，返台在基隆港碼頭受到熱烈歡迎。李友邦回台灣之後，擔任中國國民黨臺灣省黨部副主任委員兼中國國民黨改造委員會委員。
民國三十八年（1949年），臺灣省保安司令部根據「省工委匪諜案」逮捕朱諶之（化名「朱楓」）。由於朱諶之從吳石及蔡孝乾等處取得重要機密文件及膠卷後並未直接離台，又拜訪了幾位朋友，其中即包含其妻嚴秀峰及新竹縣長劉啟光之妻屠劍虹，而牽扯出張志忠及季澐，隨後嚴秀峰因通匪資匪案被判十五年徒刑。然而因嚴秀峰及朱諶之口供中皆說明李友邦未涉入共諜案，加上毛人鳳及谷正文向蔣經國保證李友邦的清白，因此嚴秀峰案暫時未影響李友邦的黨務工作。:117
之後，李友邦在三青團中任職的潘華係共產黨員（按其於二二八事件之前即離台，應無涉及省工委案），使其被國民黨政府以「包庇窩藏中共間諜」、「早已加入中共組織」等罪名判處死刑。而蔣經國與蔣介石間也出現溝通不良，蔣經國不敢向蔣介石提出保證李友邦與共諜案無關。以至於在嚴秀峰入獄兩年後，蔣介石仍在陽明山實踐研究院國民黨省黨部新舊任要員交接典禮上，親自下令將李友邦下獄處死。:117
在處理此案的國民黨特務谷正文的回憶錄中，對李友邦被蔣介石親口下令逮捕的過程有生動描述：
|                                                                                     | 民國四十年十一月中，國民黨臺灣省黨部改組，主任委員蔣經國轉調他職，遺缺由鄧文儀接任，交接典禮於革命實踐研究院大會堂（即今之中山樓前身）舉行，蔣介石親自主持講話。會堂裡坐滿了各層的文武官員，我的官階較低，坐在後區。第一排第一位是蔣經國，第二位是鄧文儀，然後才是李友邦。 軍儀隊開始吹奏進行曲，這是蔣介石由後臺進場前的訊號。蔣介石在樂曲進行中走出來了，緊繃著一張臉，我看過他許多次生氣的樣，這次最難看。 「出去，出去！」他左手扶著講臺，右手往旁邊猛揮，也不知道他要叫誰出去。「指揮，把他們帶走。」經他補充命令之後，大家才知道他受不了樂器的光亮。 蔣介石啜了一口水，然後執起新任委員名冊，頓了頓。這一連串動作產生了相當的鎮懾效果，台下每個人都屏氣凝神，靜待他開口。「李友邦。」這是他的第一句話，李友邦應聲肅立起來。他接著說：「李友邦，你能騙得過別人，就可以騙得過我嗎？你太小看我了，你以為我不知道你是奸匪嗎？」 從背後，我看不到李友邦的表情，但在這個情況下，可以想見他滿臉的驚愕與恐懼。 「憲兵，帶走，帶走！」蔣介石一邊說著，一邊以手勢派令坐在前區第二排的憲兵司令吳奎生（吳東明之父）將李友邦架了出去。然後，蔣介石開始訓話：「你們什麼人叫他當副主委，你們統統不認識敵人，敵人就在你身邊，你們卻不知道他就是奸匪，像你們這樣麻木不仁，怎麼會成功？你們每一個人都應該知道，奸匪就在你身邊‧‧‧‧‧‧」 前前後後，他一共訓了將近一個小時話，沒有草稿，而且，除了啜飲開水外，很少停頓。最後，他替自己的講話下了一個結論，「你們要知道，丈夫是奸匪，太太不一定會是奸匪；但是，反過來，太太是奸匪，則丈夫就一定是奸匪。」 我私底下稱它為「蔣介石定律」，除了李友邦於四十一年四月二十二日為它而死外，後來，更有許多特工人員任意援用，在毫無具體證據的情況下，製造了許多冤案、錯案。 |
| ——〈「蔣介石定律」冤死省黨部副主委李友邦〉，谷正文，《白色恐怖秘密檔案》，頁118-119 | |

1952年4月22日，李友邦已在獄中重病，但仍由三軍總醫院以擔架將之抬押至台北馬場町刑場槍斃，其後被葬於八里（今新北市八里區龍米路一段旁）。
李友邦被處決後，其妻嚴秀峰曾兩次赴北京參加紀念中國人民抗日戰爭勝利50周年與60周年的座談會，追思丈夫及其他抗日先烈。嚴秀峰在座談會上曾說：「盼有生之年，在兩岸同胞共同努力下，早日實現祖國的和平統一。這是我的心願，也是包括李友邦將軍在內的台灣鄉親的共同心願。」

## 家庭
李友邦妻子為嚴秀峰，杭州望族出身，1941年與李友邦結婚，2015年6月14日逝世，享壽95歲。

## 著作
李友邦生前寫了幾本書，這些書在1990年代以後，再度面世。2015年時已知的書，有《日本在台灣之殖民政策》與《台灣革命運動》這兩本。《日本在台灣之殖民政策》在1941年1月出版，由當時位在浙江省金華的台灣義勇隊發行；《台灣革命運動》則在1943年4月出版，由當時位於福建龍岩的台灣義勇隊發行。這兩本書被埋沒多年，1991年台北的世界翻譯社才再出版。除了寫書，李友邦也曾校訂林海濤編輯的《日本軍政界人物評論》，該書在1943年11月由福建龍岩的台灣義勇隊發行。此外，李友邦生前的文章，多年後由台北的海峽學術出版社集結成《李友邦文粹》，2004年5月出版。

## 身後相關事件
紀念
2005年10月25日，李友邦將軍大型遺像被高掛在國民黨中央黨部外牆，象徵對歷史錯誤平反。
課綱爭議
2014年，在臺灣高中歷史課綱微調案的104課綱中，將李友邦的「抗日」事蹟寫入課綱，卻未提及他被國民政府「槍決」的原由。
評論
2015年8月29日，李友邦之子李力群說，國民黨執政錯誤讓二二八事件第二次殘殺台灣菁英，不過李友邦不會恨國民黨，因為國民黨是孫中山創造而非蔣介石創造的黨。2015年9月2日，中華民國總統馬英九在「紀念抗戰勝利七十週年暨民國104年軍人節慶祝大會」致詞時說，抗戰時期，李友邦組編台灣義勇隊在閩浙沿海游擊戰抗日，翁俊明領導臺灣革命同盟會，令人感動。